# 普惠R-1535发动机
普惠 R-1535 小双黄蜂（Twin Wasp Junior）是20世纪30年代由普惠公司制造的一款航空發動機。R-1535在1932年问世，是9气缸普惠R-985發動機的14气缸型号。它采用了双排，气冷星型设计，排气量25.2升（1344立方英寸）；腔径和行程均为5.1875英寸(131.8毫米)，由於輸出功率無法滿足1930年代中葉後的飛機所需，推出後用戶不多。

## 衍生型号
- R-1535-11 - 750马力 (559千瓦)
- R-1535-13 - 750马力 (559千瓦), 825马力 (615千瓦)
- R-1535-44 - 625马力 (466千瓦)
- R-1535-72 - 650马力 (485千瓦)
- R-1535-94 - 825马力 (615千瓦)
- R-1535-96 - 825马力 (615千瓦)
- R-1535-98 - 700马力 (521千瓦)
- R-1535-SB4-G - 825马力 (615千瓦)

## 规格 (R-1535-SB4-G)
数据来源 

### 基本参数
- 型号: 双排十四气缸机械增压空冷星型发动机
- 腔径: 131.8 mm(5.1875英寸)
- 行程: 131.8 mm(5.1875英寸)
- 排量: 25.153升（1,534.9立方英寸）
- 长度: 1,353毫米（53.27英寸）
- 直径: 1,121毫米（44.13英寸）
- 干重: 493公斤（1,087磅）

### 组件
- 气门: 顶置2气门/气缸
- 机械增压器: 单速离心式机械增压器, 压缩比11:1
- 供油系统: 双腔Stromberg化油器
- 油料类型: 87号航空汽油
- 冷却系统: 空气冷却

### 性能
- 功率输出: 2625rpm起飞时,404千瓦(825马力)
- 功率密度: 24.45 千瓦/升（0.54 马力/立方英寸）
- 压缩比: 6.75：1
- 油料消耗率: 295克/千瓦时（0.44 磅/马力时）
- 功率重量比: 1.25 千瓦/公斤（0.76 马力/磅）